# Représentations diplomatiques de l'Azerbaïdjan

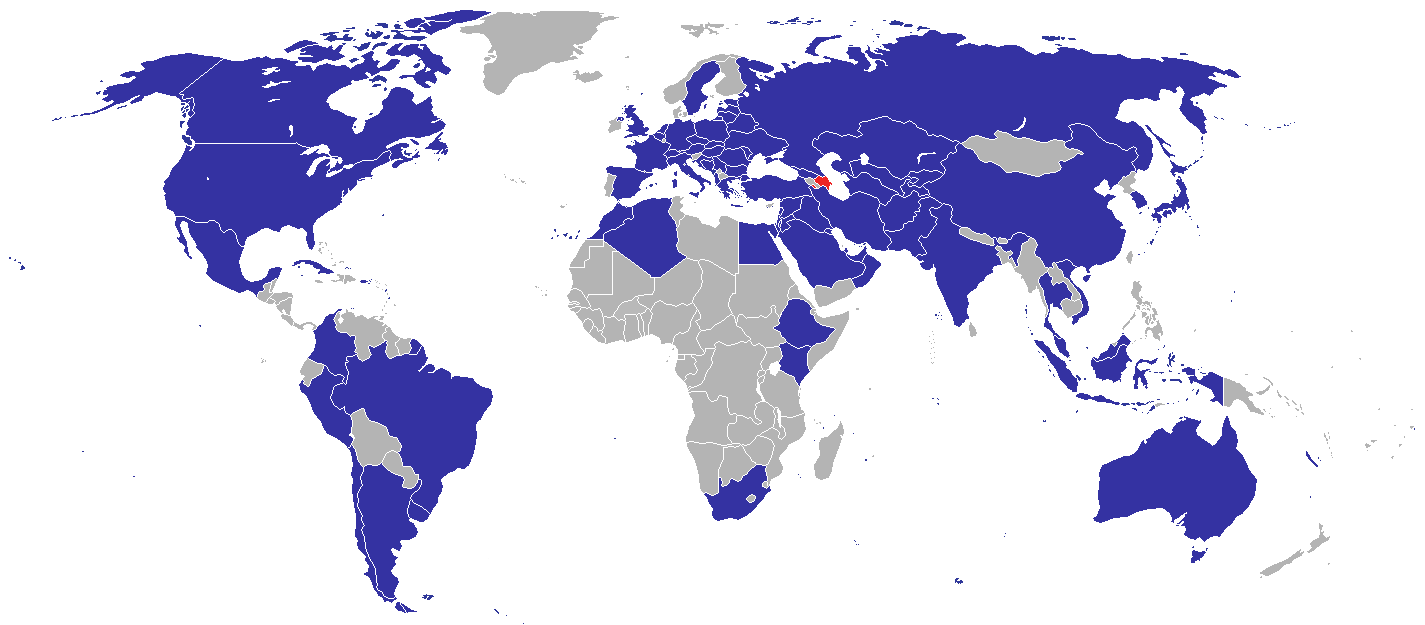
Carte des représentations diplomatiques de l'Azerbaïdjan.

Les représentations diplomatiques de l'Azerbaïdjan s'étendent sur différents continents. Elles regroupent les représentations auprès d'autres États et auprès de certaines organisations internationales.  

## Afrique
- Afrique du Sud
  - Pretoria (ambassade)
- Algérie
  - Alger (ambassade)
- Égypte
  - Le Caire (ambassade)
- Éthiopie
  - Addis-Abeba (ambassade)
- Kenya
  - Nairobi (ambassade)
- Maroc
  - Rabat (ambassade)

## Amérique
- Argentine
  - Buenos Aires (ambassade)
- Brésil
  - Brasilia (ambassade)
- Canada
  - Ottawa (ambassade)
- Chili
  - Santiago du Chili (ambassade)
- Colombie
  - Bogota (ambassade)
- Cuba
  - La Havane (ambassade)
- États-Unis
  - Washington (ambassade)
  - Los Angeles (consulat général)
- Mexique
  - Mexico (ambassade)
- Pérou
  - Lima (ambassade)
- Uruguay
  - Montevideo (ambassade)

## Asie
- Afghanistan
  - Kaboul (ambassade)
- Arabie saoudite
  - Riyad (ambassade)
  - Djeddah (consulat général)
- Chine
  - Pékin (ambassade)
- Corée du Sud
  - Séoul (ambassade)
- Émirats arabes unis
  - Abou Dabi (ambassade)
  - Dubaï (consulat général)
- Géorgie
  - Tbilissi (ambassade)
  - Batoumi (consulat général)
- Inde
  - Delhi (ambassade)
- Indonésie
  - Jakarta (ambassade)
- Irak
  - Bagdad (ambassade)
- Iran
  - Téhéran (ambassade)
  - Tabriz (consulat général)
- Israël
  - Tel Aviv (ambassade)
- Japon
  - Tokyo (ambassade)
- Jordanie
  - Amman (ambassade)
- Kazakhstan
  - Astana (ambassade)
  - Aktaou (consulat général)
- Koweït
  - Koweït (ambassade)
- Kirghizistan
  - Bichkek (ambassade)
- Liban
  - Beyrouth (ambassade)
- Malaisie
  - Kuala Lumpur (ambassade)
- Oman
  - Mascate (ambassade)
- Ouzbékistan
  - Tachkent (ambassade)
- Pakistan
  - Islamabad (ambassade)
- Qatar
  - Doha (ambassade)
- Tadjikistan
  - Douchanbé (ambassade)
- Thaïlande
  - Bangkok (ambassade)
- Turkménistan
  - Achgabat (ambassade)
- Turquie
  - Ankara (ambassade)
  - Istanbul (consulat général)
  - Kars (consulat général)

## Europe
- Albanie
  - Tirana (ambassade)
- Allemagne
  - Berlin (ambassade)
- Autriche
  - Vienne (ambassade)
- Belgique
  - Bruxelles (ambassade)
- Biélorussie
  - Minsk (ambassade)
- Bosnie-Herzégovine
  - Sarajevo (ambassade)
- Bulgarie
  - Sofia (ambassade)
- Croatie
  - Zagreb (ambassade)
- Espagne
  - Madrid (ambassade)
- France
  - Paris (ambassade)
- Grèce
  - Athènes (ambassade)
- Hongrie
  - Budapest (ambassade)
- Italie
  - Rome (ambassade)
- Lettonie
  - Riga (ambassade)
- Lituanie
  - Vilnius (ambassade)
- Moldavie
  - Chișinău (ambassade)
- Monténégro
  - Podgorica (ambassade)
- Pays-Bas
  - La Haye (ambassade)
- Pologne
  - Varsovie (ambassade)
- Roumanie
  - Bucarest (ambassade)
- Royaume-Uni
  - Londres (ambassade)
- Russie
  - Moscou (ambassade)
  - Saint-Pétersbourg (consulat général)
  - Iekaterinbourg (consulat général)
- Serbie
  - Belgrade (ambassade)
- Slovaquie
  - Bratislava (ambassade)
- Suède
  - Stockholm (ambassade)
- Suisse
  - Berne (ambassade)
- Tchéquie
  - Prague (ambassade)
- Ukraine
  - Kiev (ambassade)
- Vatican
  - Rome (ambassade)

## Océanie
- Australie
  - Canberra (ambassade)

## Organisations internationales
- Bruxelles (représentation auprès de l'Union européenne et de l'OTAN)
- Genève (représentation permanente auprès de l'ONU et d'autres organisations internationales)
- Istanbul (représentation permanente auprès de l'Organisation de coopération économique de la mer Noire)
- Minsk (représentation permanente auprès de la CEI)
- New York (représentation permanente auprès de l'ONU)
- Paris (représentation permanente auprès de l'UNESCO)
- Rome (représentation permanente auprès de la FAO)
- Strasbourg (représentation permanente auprès du Conseil de l'Europe)
- Vienne (représentation permanente auprès de l'OSCE)

## Galerie

Ambassade à Athènes.
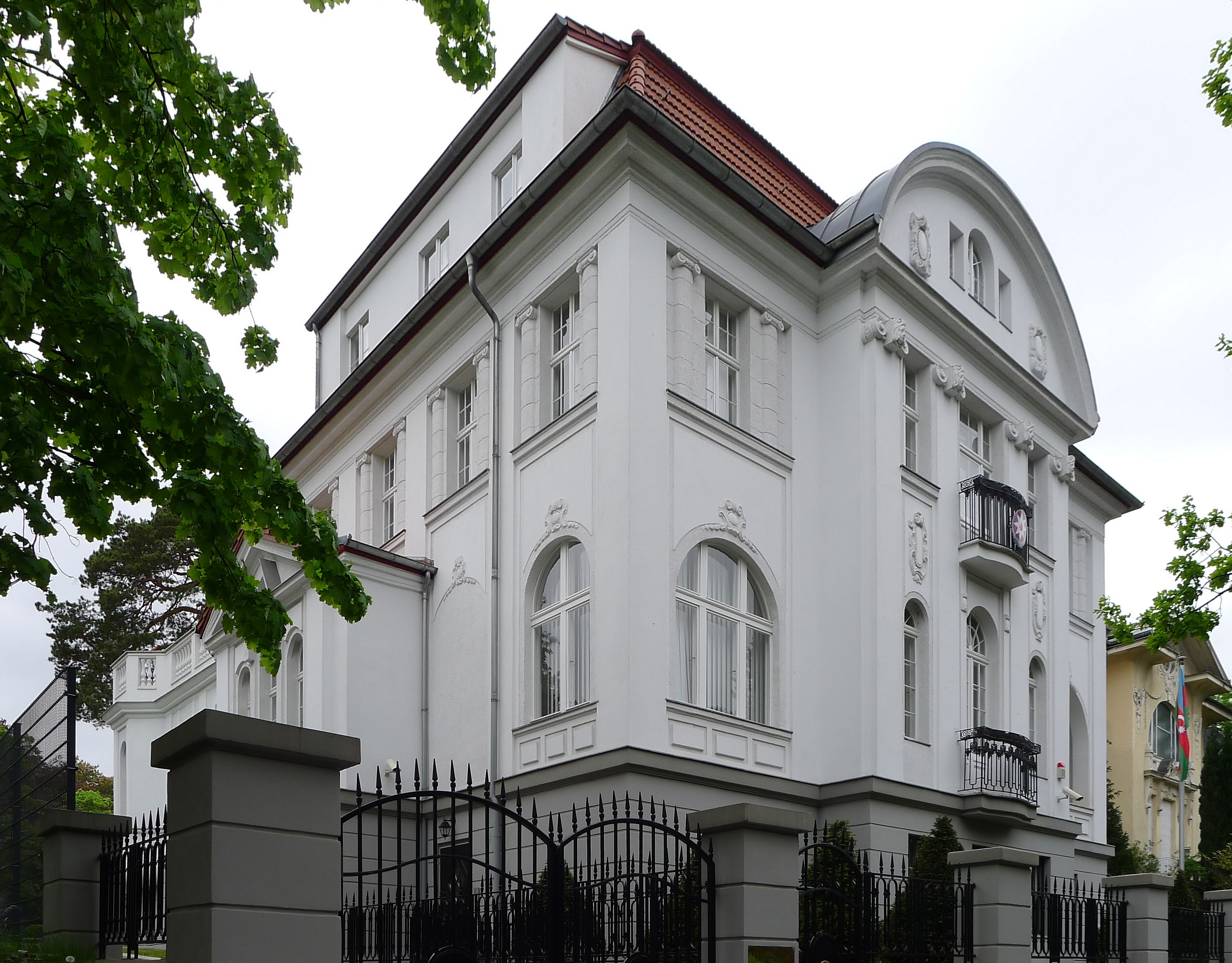
Ambassade à Berlin.
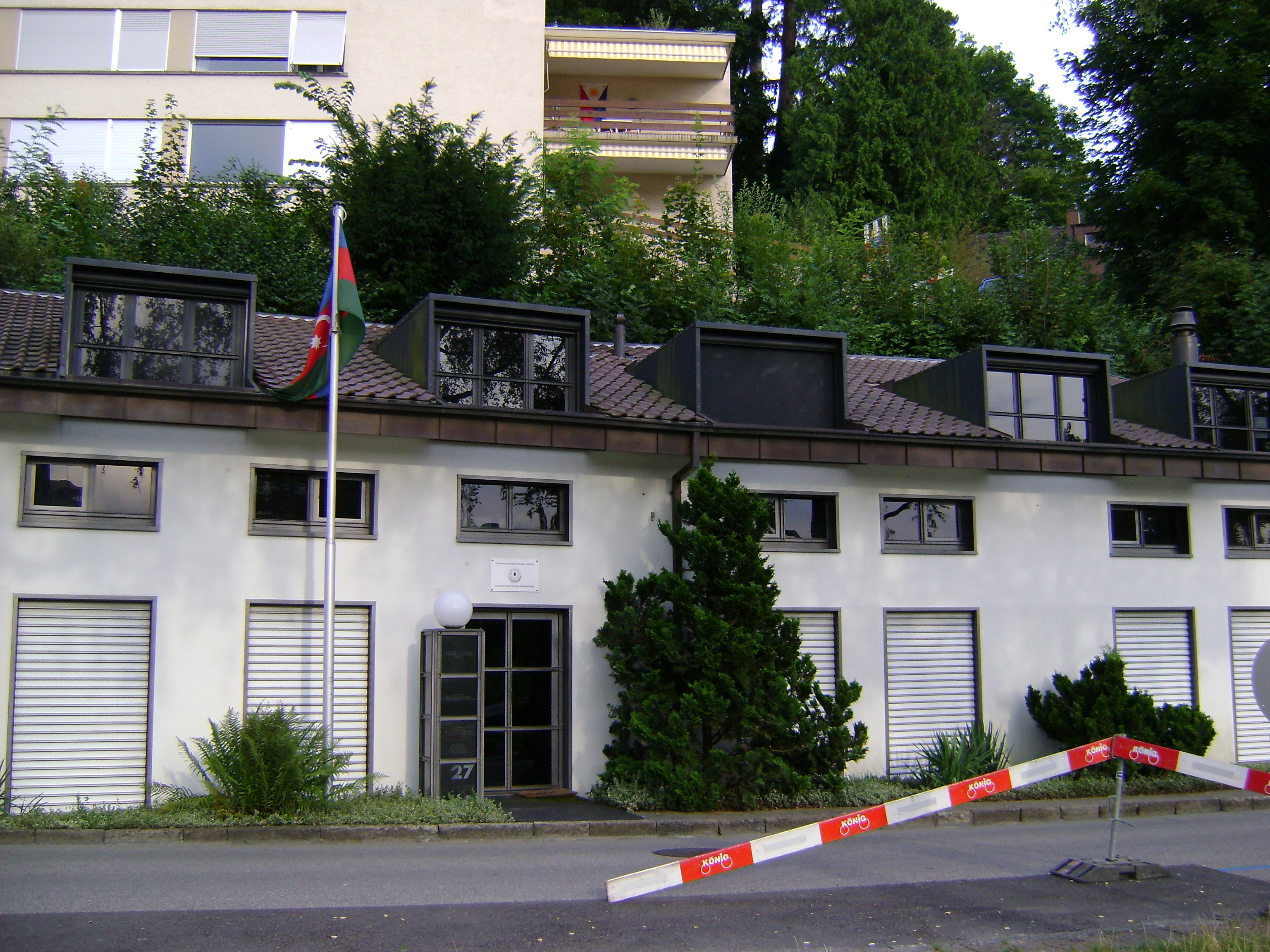
Ambassade à Berne.
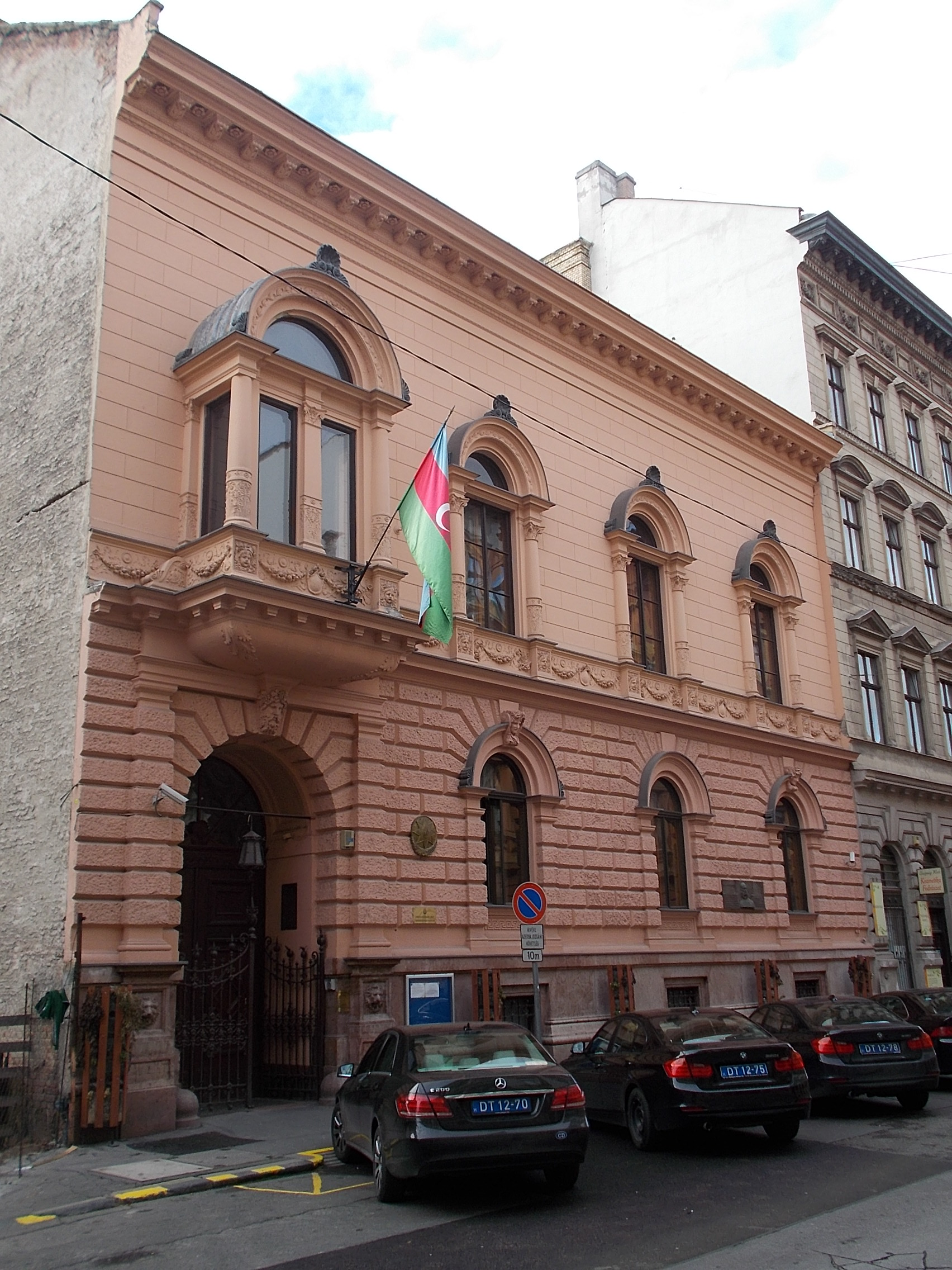
Ambassade à Budapest.
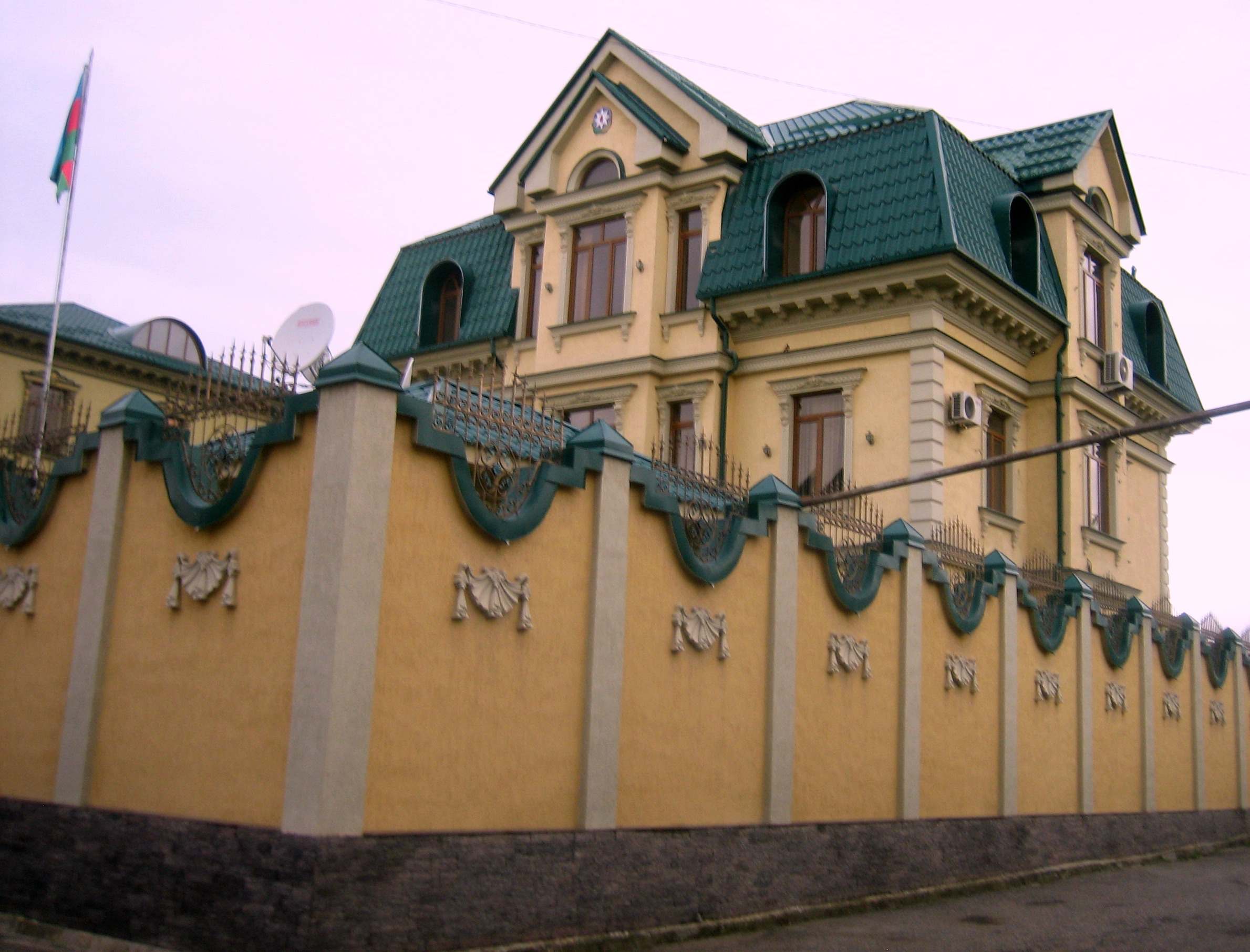
Ambassade à Douchanbé.
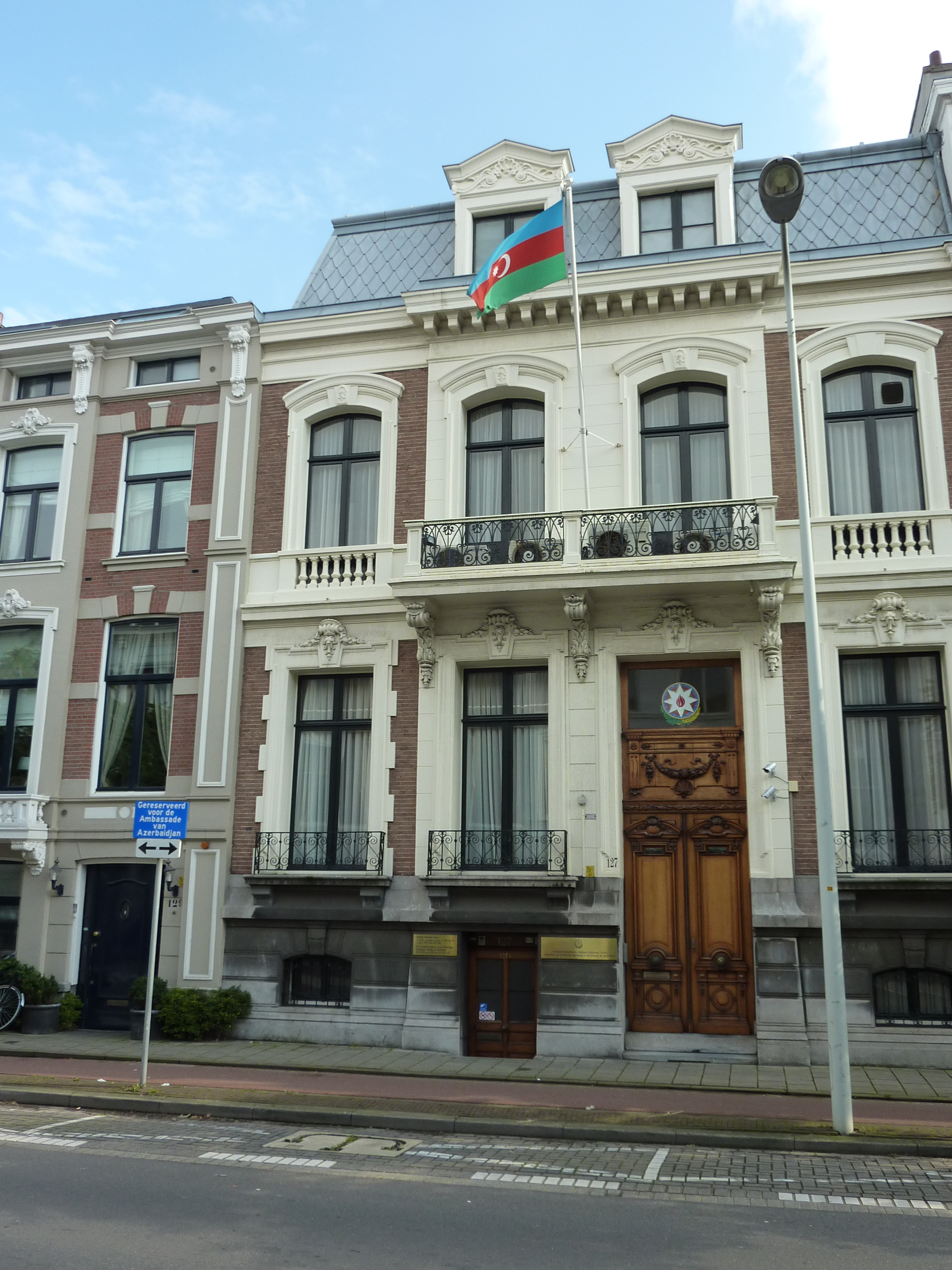
Ambassade à La Haye.
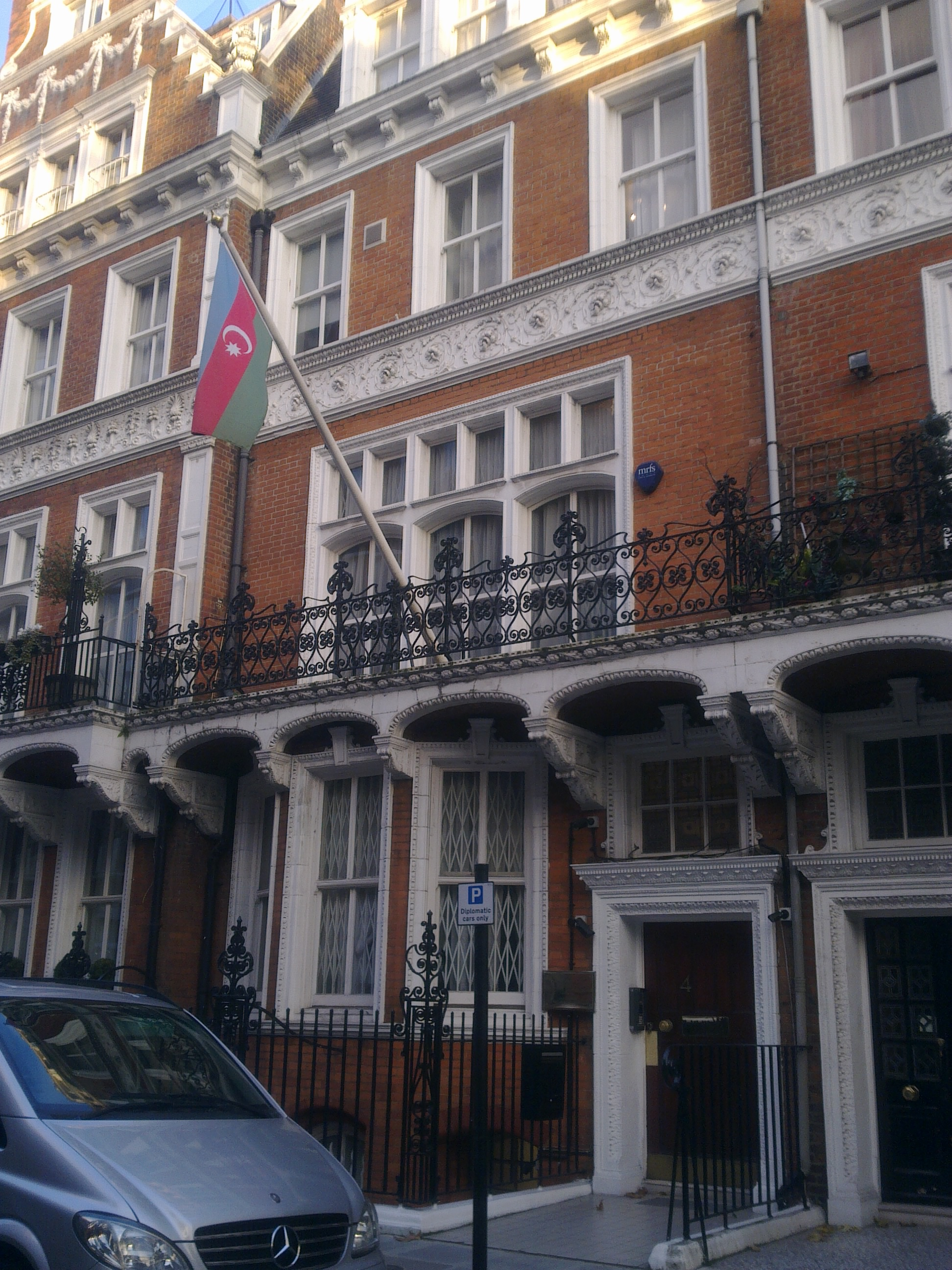
Ambassade à Londres.
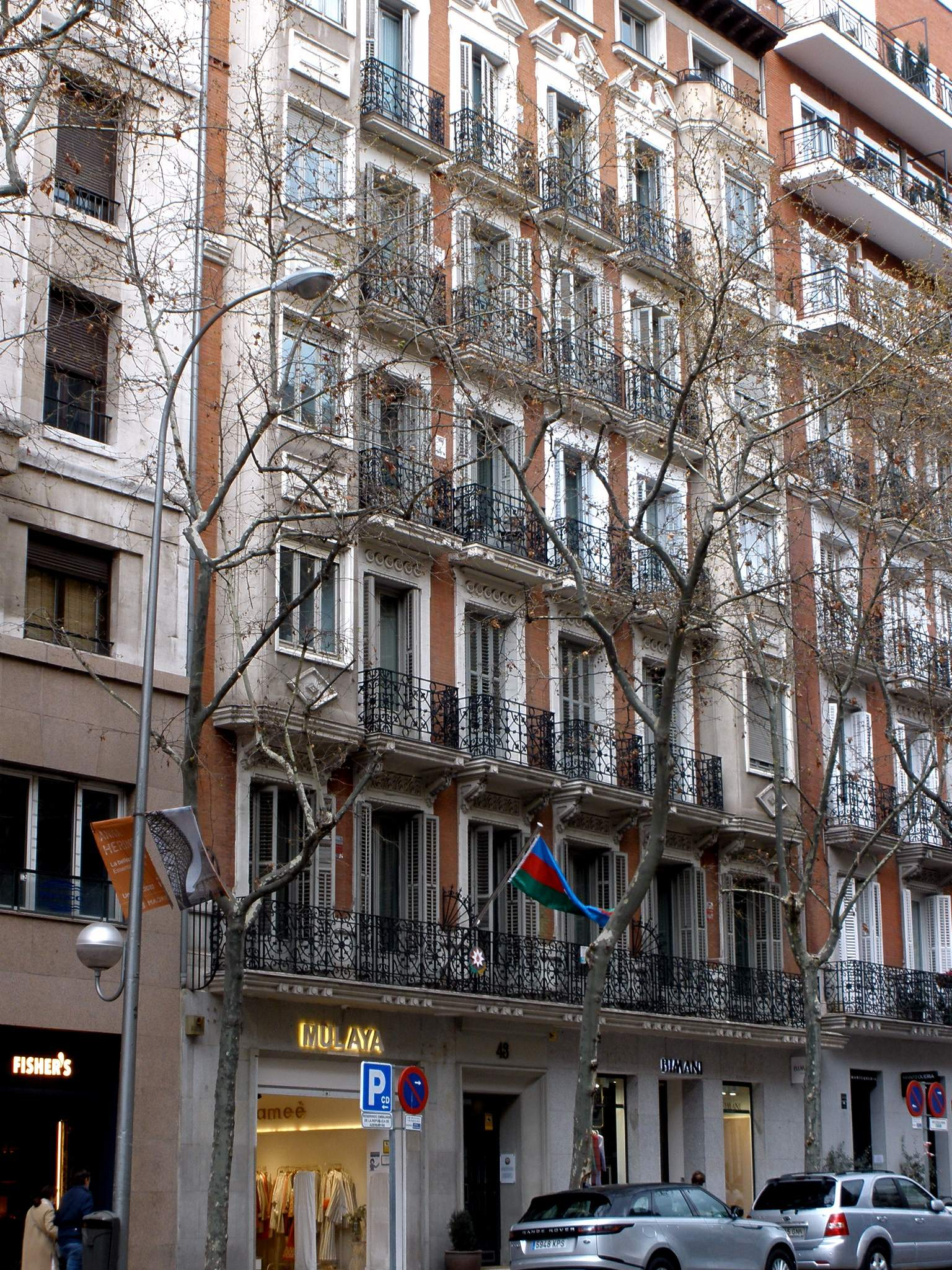
Ambassade à Madrid.
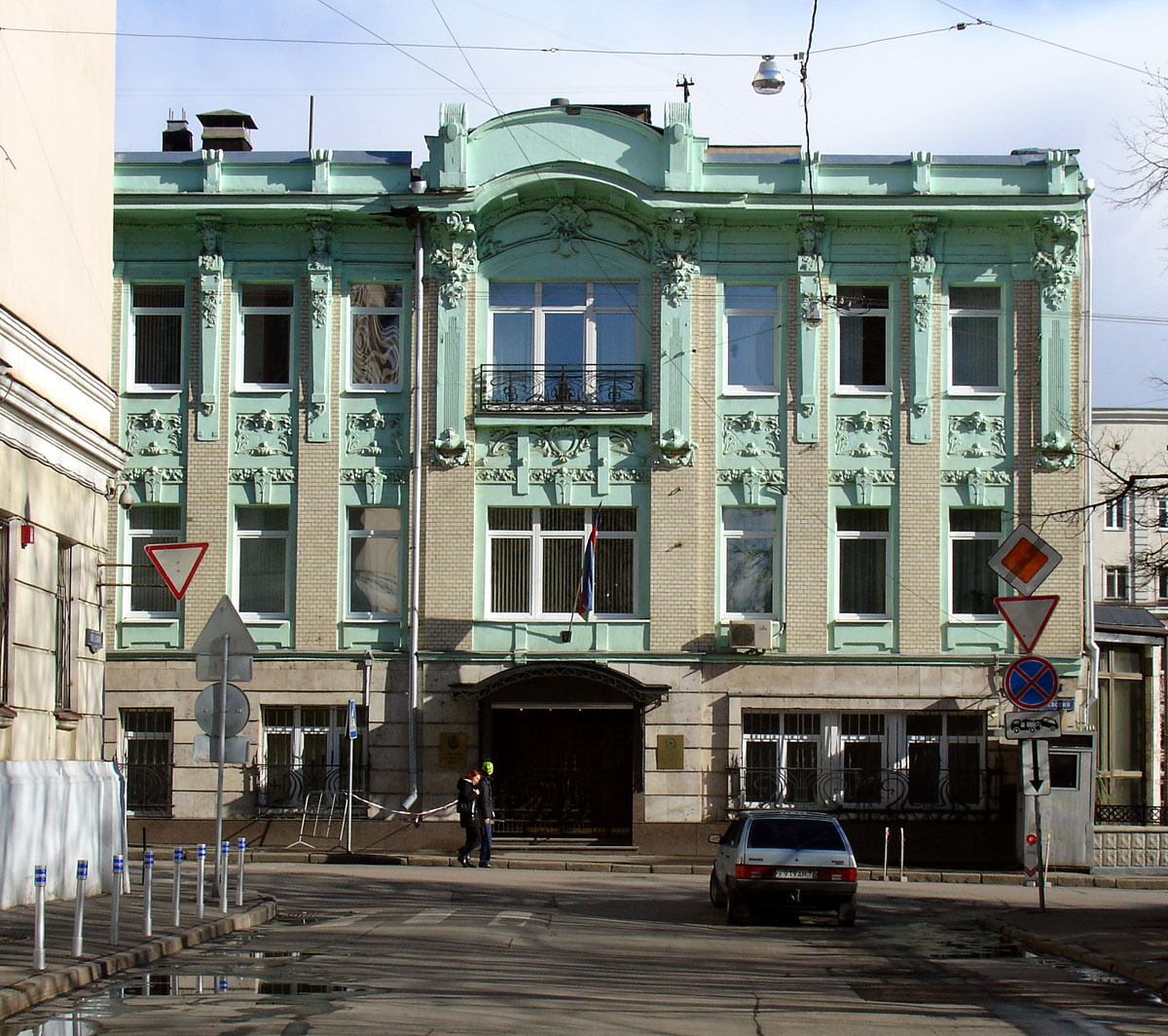
Ambassade à Moscou.
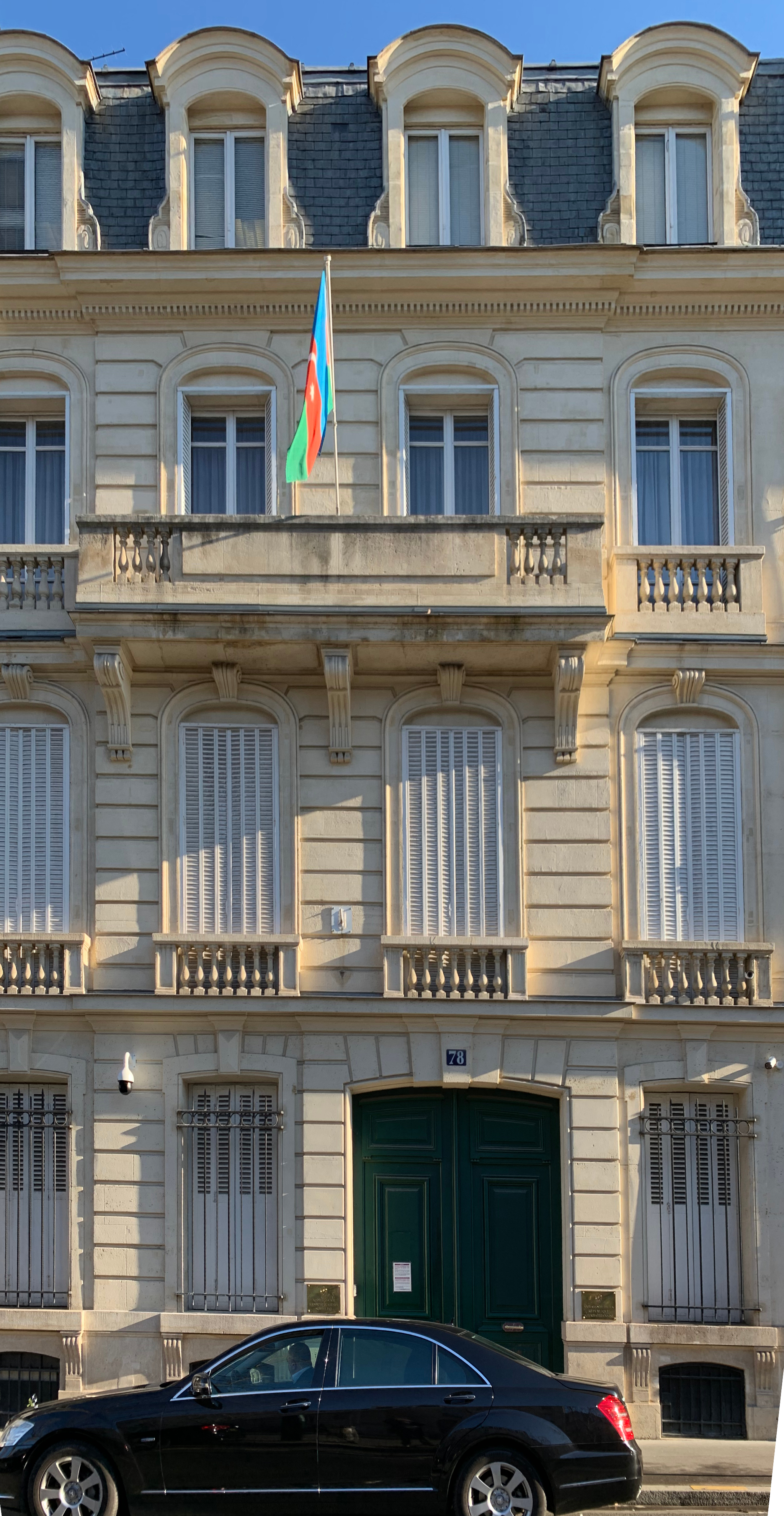
Ambassade à Paris.
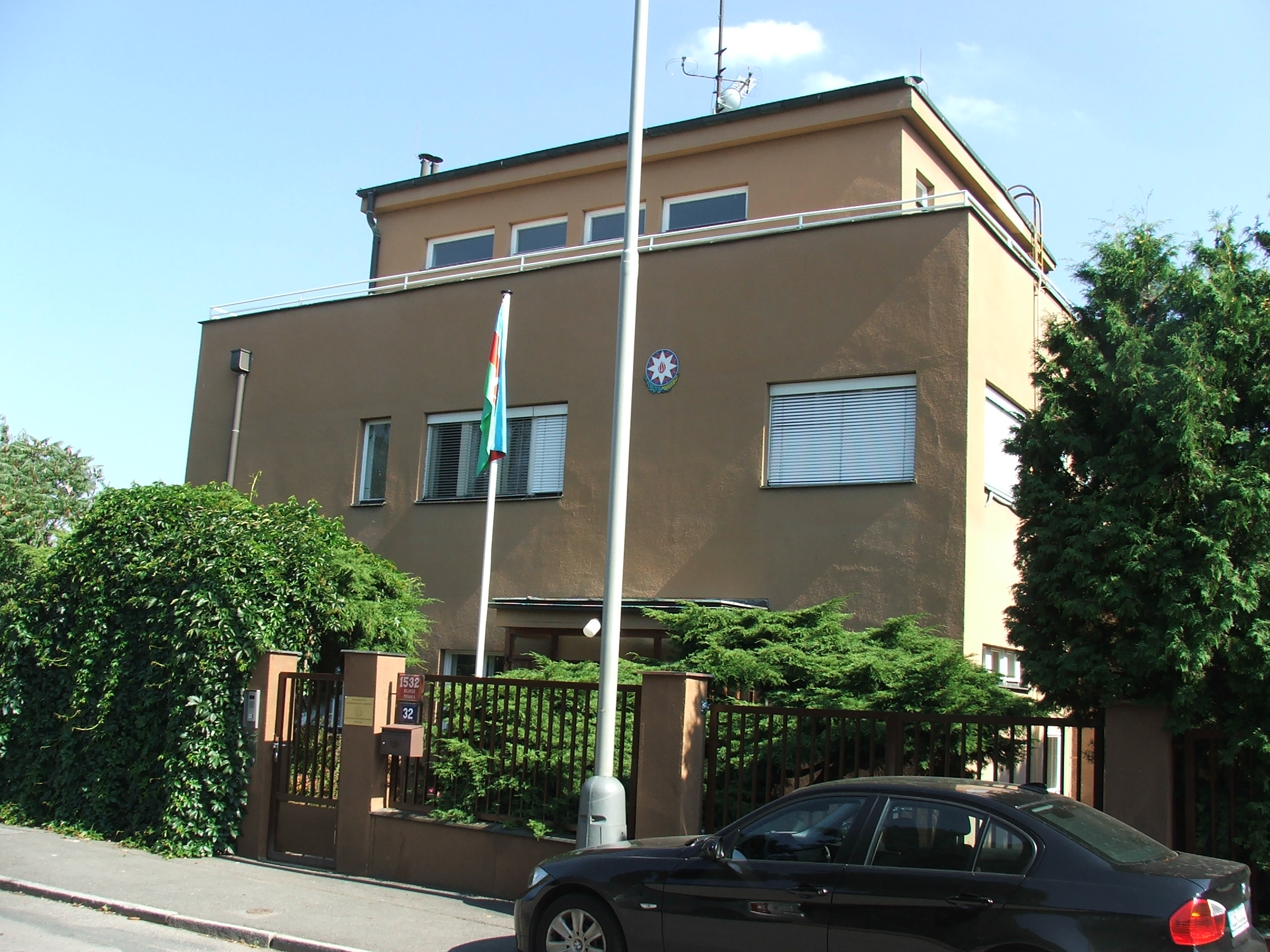
Ambassade à Prague.
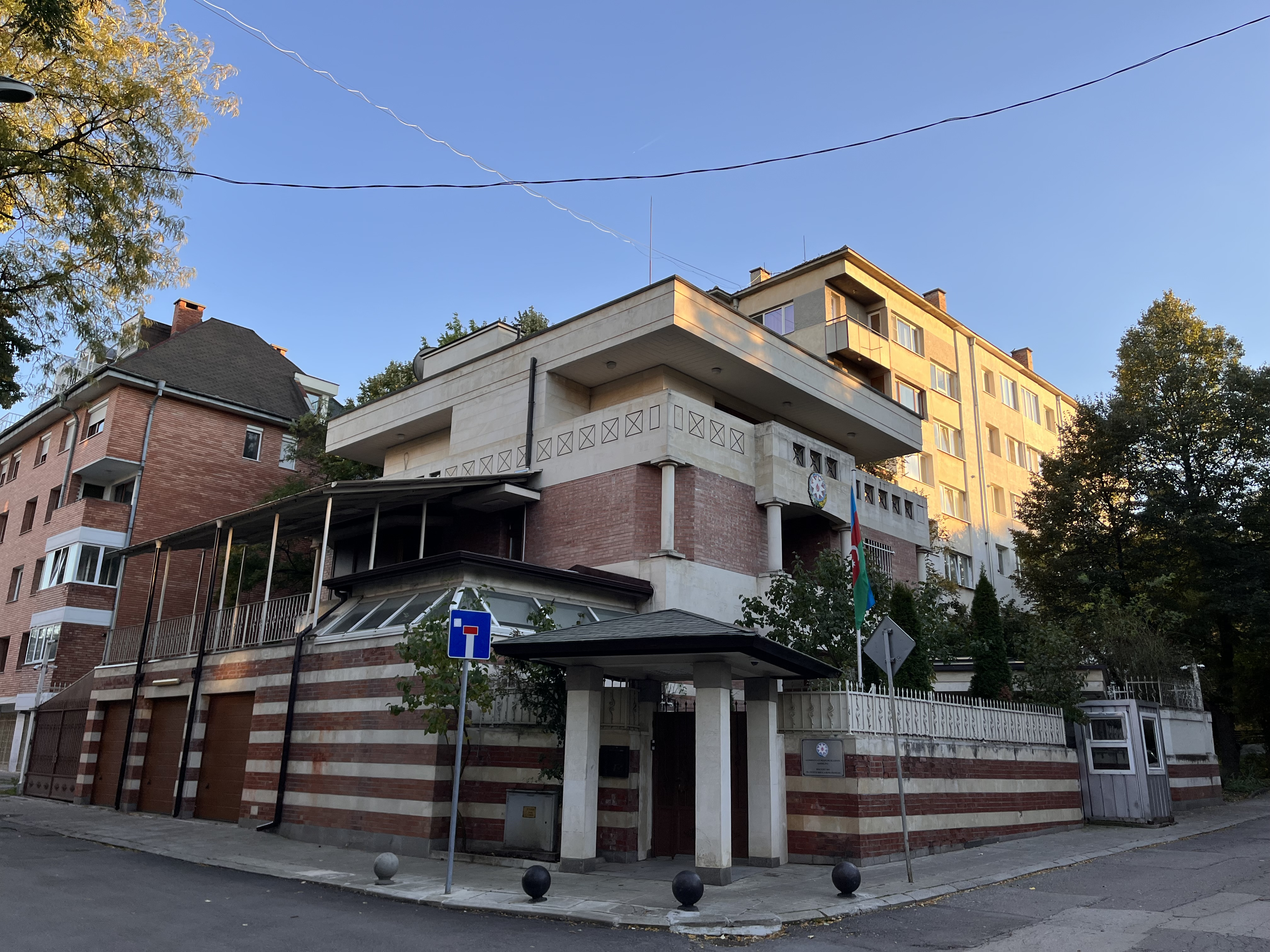
Ambassade à Sofia.
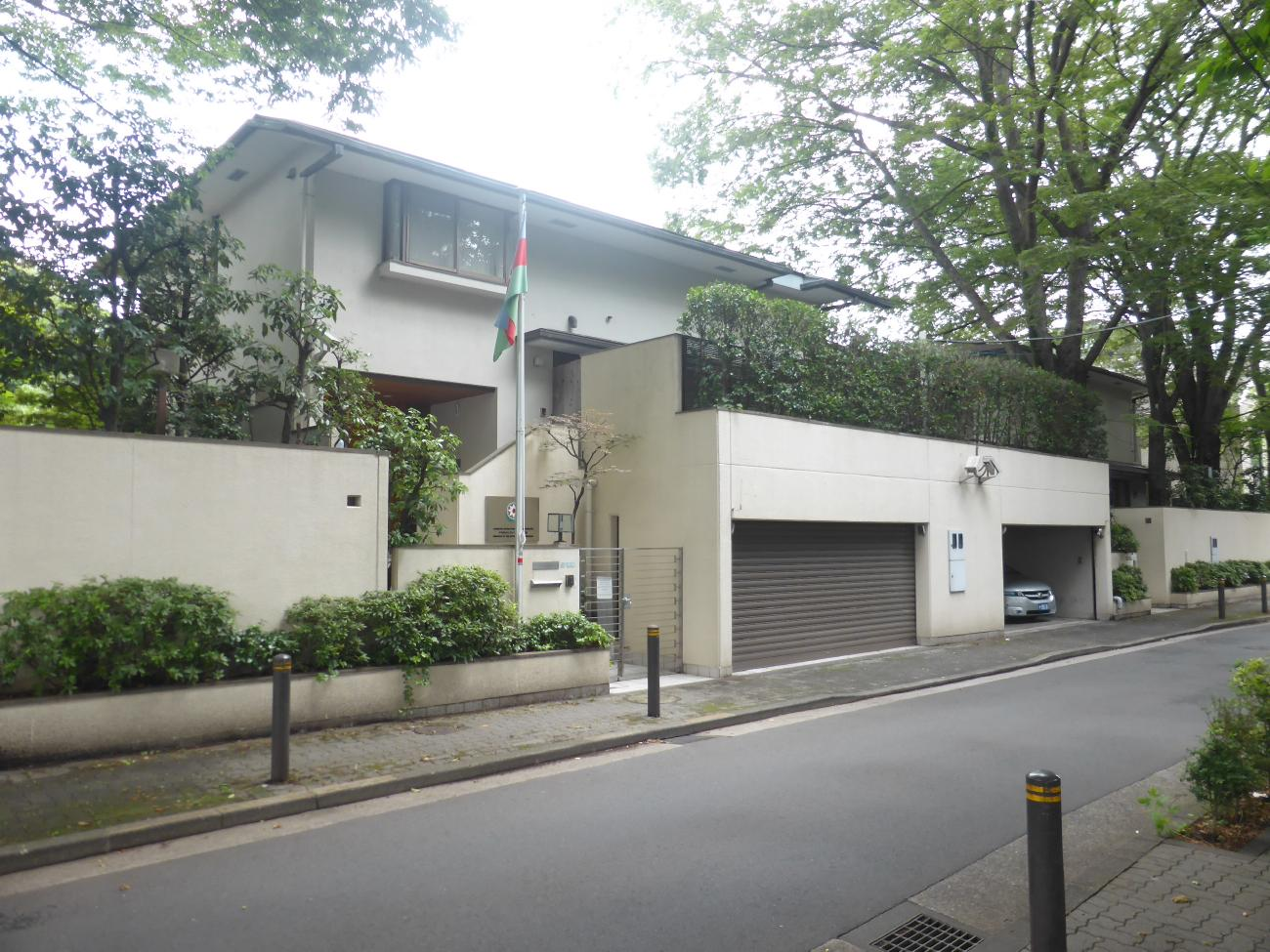
Ambassade à Tokyo.
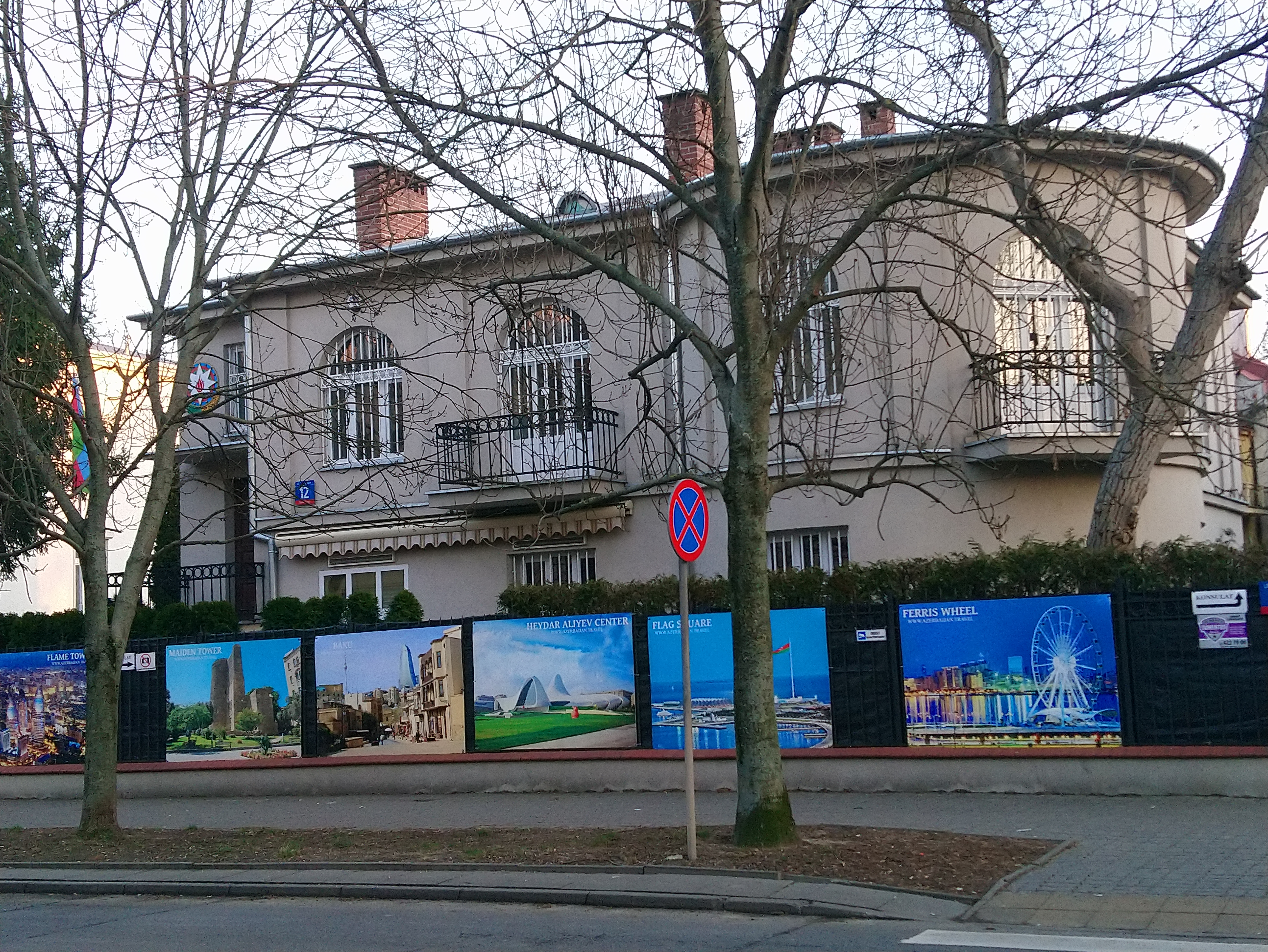
Ambassade à Varsovie.
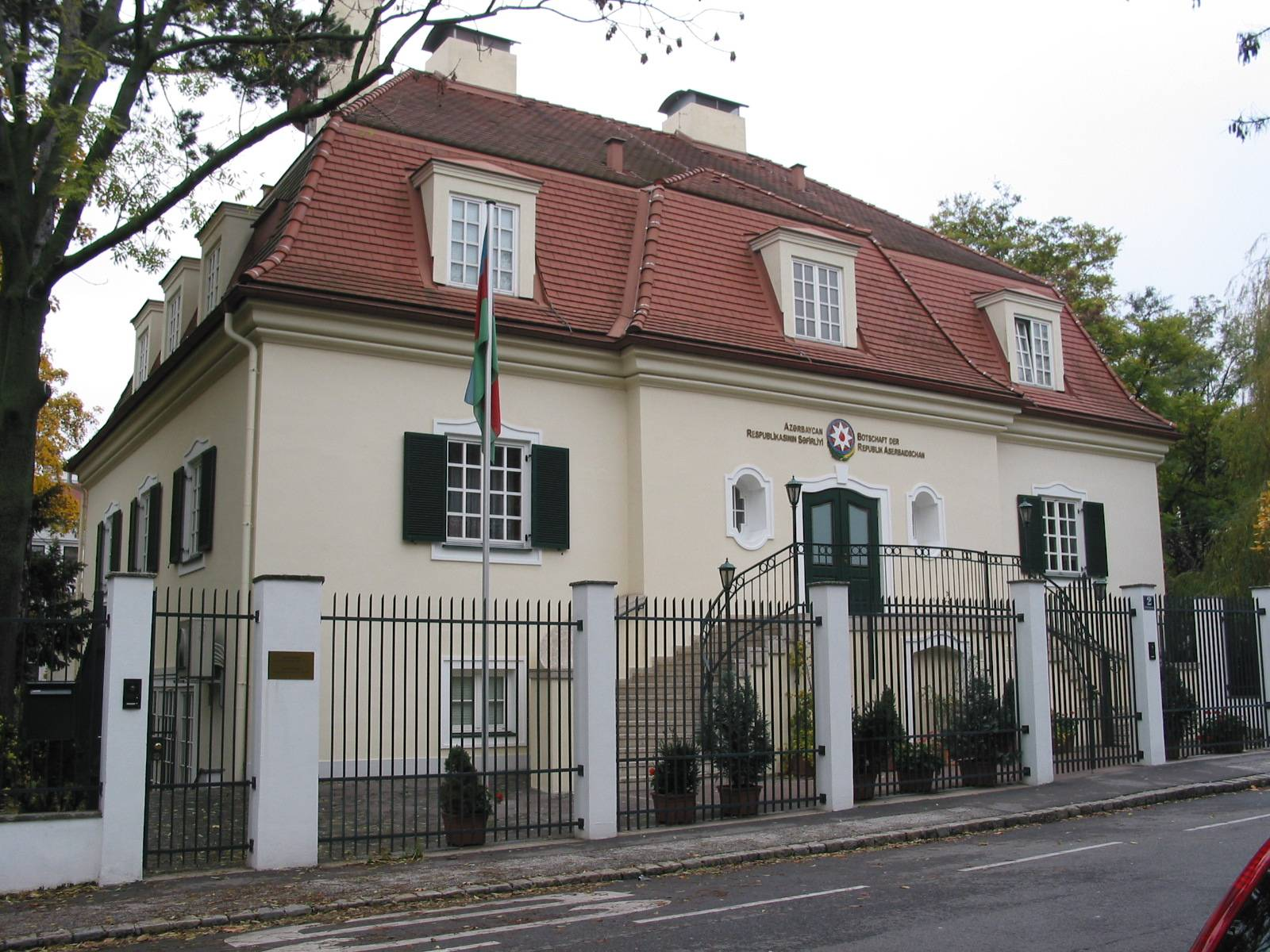
Ambassade à Vienne.
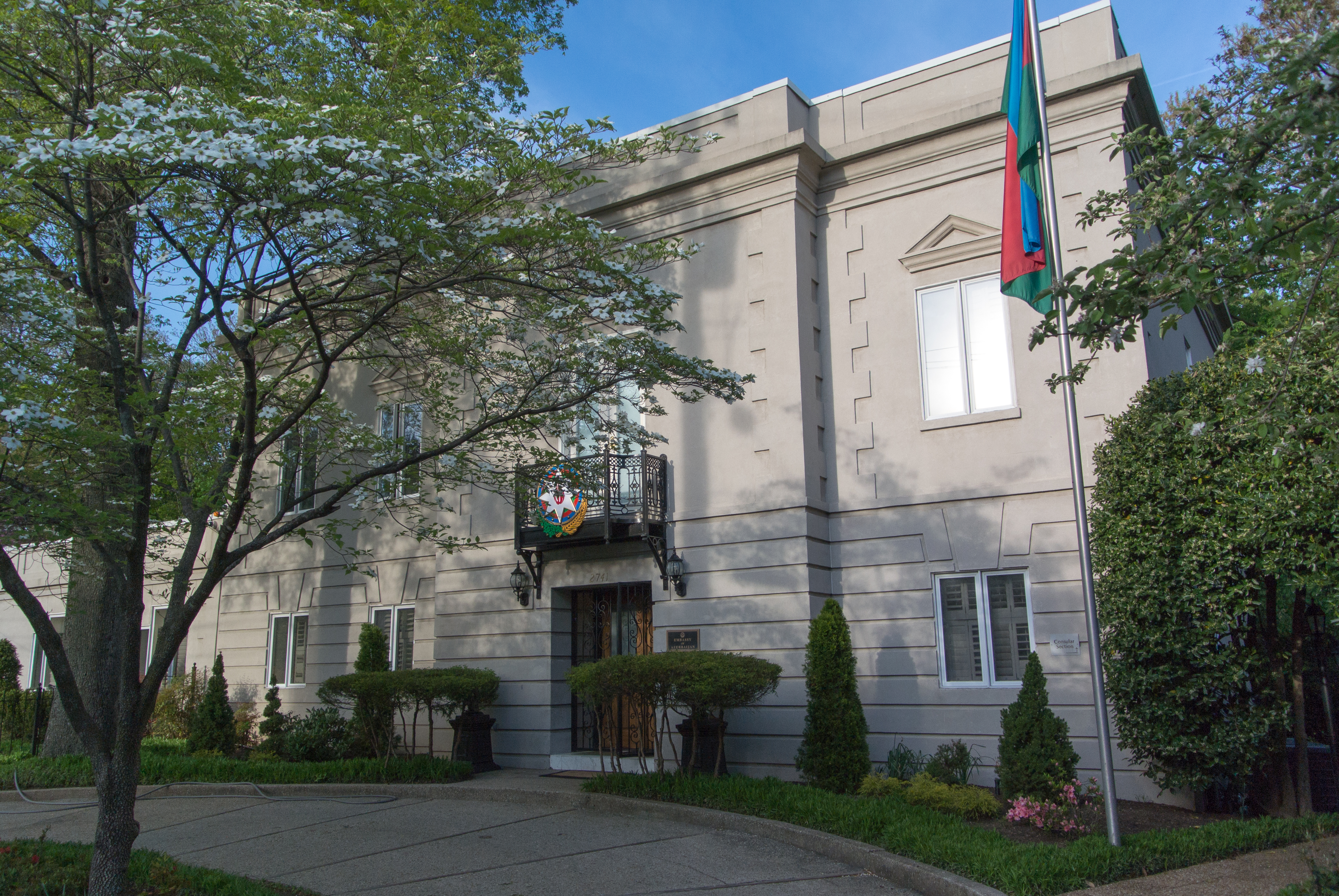
Ambassade à Washington.